# Scenopinus vanduzeei
Scenopinus vanduzeei är en tvåvingeart som beskrevs av Kelsey 1969. Scenopinus vanduzeei ingår i släktet Scenopinus och familjen fönsterflugor.
Artens utbredningsområde är Kalifornien. Inga underarter finns listade i Catalogue of Life.